# ابوبکر بغدادی
ابوبکر بغدادی با نام اصلی ابراهیم عواد ابراهیم بدری قرشی یا ابراهیم عواد ابراهیم علی محمد بدری سامرائی (۲۸ ژوئن ۱۹۷۱ – ۲۶ اکتبر ۲۰۱۹)، نخستین خلیفه گروه شبه‌نظامی جهادگرای سلفی دولت اسلامی عراق و شام (داعش)، طی سال‌های ۲۰۱۳ تا ۲۰۱۹ بود. بغدادی، با رهبری گروه داعش و اعلام خلافتی خودخوانده، مناطقی را در عراق، سوریه، لیبی و افغانستان، تصرف کرد. او که به دلیل قتل‌های وحشیانه توسط پیروانش به شهرت رسید، مسئول ده‌ها حمله تروریستی و کشتار دسته‌جمعی انجام شده در مناطق مختلف جهان، به‌شمار می‌رفت.
او پیش‌تر با نام‌های ابراهیم و ابودعاء، شناخته می‌شد و بعداً با نام ابوبکر بغدادی و در میان پیروانش با عنوان امیرالمؤمنین الخلیفه ابراهیم، شهرت یافت. وزارت امور خارجه آمریکا در ازای جاسوسی یا اطلاعاتی که منجر به دستگیری یا مرگ او شود، «۲۵ میلیون دلار»، جایزه تعیین کرده بود.
بغدادی در ابتدا از اعضای القاعدهٔ عراق بود، سپس از آن گروه جدا شد و داعش را بنا نهاد. داعش اقدامات مسلحانهٔ گسترده‌ای در عراق و سوریه انجام داد که حمله به شهر سامرا جهت تصرف این شهر و همین‌طور حمله به شهر موصل در خرداد ۱۳۹۳ از آن جمله‌اند. رهبر گروه داعش هنگام خطاب قرار دادن فرماندهانش نقاب می‌زد که باعث شده بود به او لقب «شیخ نامرئی» بدهند. نام او در لیست ده رهبر خطرناک‌ترین گروه‌های تروریستی قرار داشت. بغدادی در ۲۶ اکتبر ۲۰۱۹ طی عملیات نیروهای ویژهٔ آمریکایی در استان ادلب سوریه، پس از محاصره شدن جلیقه انفجاری‌اش را منفجر کرد و کشته شد.

## پیش‌زمینه
بغدادی در سال ۱۹۷۱ در سامرا به دنیا آمد و در خانواده‌ای متدین و متوسط رو به پایین رشد کرد که مدعی بود نسب‌شان به پیامبر مسلمانان می‌رسد. نام اصلی او ابراهیم عواد ابراهیم علی بدری سامرایی ذکر شده است. پدرش شخصی پرهیزکار از خاندان آل سامرا بود و مادرش آلیا حسین علی نام داشت. در جوانی به عنوان شخصی معتقد شناخته می‌شد که بیشتر وقتش را در مسجد محل می‌گذراند. به گفتهٔ واشینگتن پست، بغدادی فارغ‌التحصیل دوره دکترای علوم اسلامی دانشگاه اسلامی بغداد بوده است. ضعف بینایی او باعث شد از حضور در ارتش عراق باز بماند. گفته می‌شود که بغدادی تا سال ۲۰۰۳ و پیش از حمله آمریکا به عراق، به کار «وعظ و موعظه» مشغول بوده است.

## حضور در افغانستان
در دههٔ ۹۰ میلادی، بغدادی چند سال در افغانستان حضور داشت و در آنجا با گروه‌های افراط‌گرا و طالبان همکاری کرد. آن گونه که از شواهد برمی‌آید، بغدادی در اوایل دههٔ ۱۹۹۰ به همراه ابومصعب الزرقاوی (بنیان‌گذار القاعده عراق در سال ۲۰۰۳)، به افغانستان رفته بود. هستهٔ اصلی گروهی که بعداً با نام داعش و بعدتر با نام «دولت اسلامی» شناخته شد، همان گروهی بود که آن روزها در اطراف زرقاوی بودند.
زرقاوی فردی مجرم بود که به خشونت و بی‌رحمی شهره بود. او در سال ۱۹۶۶ در اردن متولد شد و سال‌های فراوانی را در زادگاهش در زندان گذراند. در دههٔ ۱۹۸۰ و در همان سال‌های زندان بود که به ایده‌های افراط‌گرایانه گرایش پیدا کرد. زرقاوی پس از آزادی، در فاصلهٔ سال‌های ۱۹۸۹ تا ۱۹۹۲ به همراه مجاهدین افغان علیه دولت کمونیست افغانستان که مورد حمایت شوروی بود، به مبارزه پرداخت. گفته‌شده اردنی‌ها بار دیگر در سال ۱۹۹۴ به اتهام توطئه‌چینی علیه معاهدهٔ صلح ملک حسین، زرقاوی را دستگیر کردند. دادگاهی کردن زرقاوی به اتهام فعالیت‌های ضد رژیم و خرابکارانه، سبب شهرت او شد. در فوریه ۱۹۹۹ زرقاوی با فرمان عفو عمومی عبدالله دوم از زندان آزاد شد، به افغانستان بازگشت و همکاری با بغدادی را آغاز کرد.
به گفتهٔ منابع سازمان ریاست عمومی امنیت ملی افغانستان آن دو، شرکایی نزدیک به‌شمار می‌رفتند و در سایهٔ همکاری آن‌ها گروهی به نام «جند الشام» تأسیس شد و توانست حمایت قابل توجهی را از اسامه بن لادن، رهبر وقت القاعده به دست آورد. محل فعالیت‌های این گروه شهرهای کابل و هرات بود. افراد این گروه‌ها در قالب نیروهای ویژه در خطوط نبرد پنجشیر، سمنگان و تخار ضد جبهه متحد دولت اسلامی افغانستان تحت فرماندهی احمد شاه مسعود می‌جنگیدند. بغدادی و زرقاوی در سال‌های حضور خود در افغانستان، ارتباط نزدیکی با طالبان داشتند. بغدادی به ویژه توانسته بود با وزیر آموزش دولت طالبان، ارتباط نزدیکی برقرار کند. به گفتهٔ این منابع، افراد گروه زرقاوی و ابوبکر بغدادی تنها دو روز پیش از ترور احمد شاه مسعود و حملات ۱۱ سپتامبر در شمال افغانستان توسط سربازان جبهه متحد دستگیر شدند اما زرقاوی و بغدادی توانستند از حلقهٔ محاصرهٔ نیروهای دولت اسلامی افغانستان فرار کنند.
احتمالاً پس از جنگ افغانستان، بغدادی از افغانستان به خارج گریخت و زرقاوی هم در همان زمان به عراق رفت و شروع به ایجاد زیرساخت‌هایی کرد که قرار بود به القاعده عراق و سپس (پس از مرگ وی در سال ۲۰۰۶) به داعش تبدیل شود.

## تشکیل دولت اسلامی
در سال ۲۰۰۳ پس از اشغال عراق توسط آمریکا، بغدادی رهبری چند گروهک نظامی را بر عهده داشت. پس از آن، منصبی را در مجلس شورای مجاهدین عراق و انجمن قضایی دولت اسلامی عراق کسب کرد. دِرک هاروی مشاور اطلاعاتی ویژهٔ ژنرال پترائوس فرماندهٔ سابق نیروهای مرکزی آمریکا، بغدادی را از ابومصعب الزرقاوی سازندهٔ سازمان القاعده در عراق برتر می‌داند و در برخی زمینه‌ها او را از اسامه بن لادن هم برتر می‌شمارد. به گفتهٔ هاروی نیروهای آمریکایی اولین بار در فوریهٔ ۲۰۰۴، بغدادی را بازداشت کرده بودند اما در دسامبر همان سال به اشتباه او را آزاد کردند. پس از چند ماه و با پیشرفت روند عملیات اطلاعاتی در عراق آمریکایی‌ها متوجه شده بودند که بغدادی یکی از بانفوذترین عناصر گروه الزرقاوی است. در سال ۲۰۰۵، نیروهای آمریکایی یک منزل را در شمال عراق با موشک هدف قرار دادند و در بیانیه‌ای اعلام کردند که به نظر می‌رسد در این حمله، بغدادی کشته شده است، اما یک هفته بعد، متوجه شدند که او همچنان زنده است. این مسئله، دو بار تکرار شد و منازلی که به‌طور قطع گمان می‌کردند مخفیگاه بغدادی باشد را مورد حمله قرار می‌دادند اما او در آن خانه‌ها نبود. در سال ۲۰۰۵ بغدادی برای بار دوم توسط نیروهای آمریکایی دستگیر شد و در اردوگاه بوکا که تحت کنترل نظامیان آمریکایی بود زندانی شد. در سال ۲۰۰۹ این اردوگاه تحت فرمان عراقی‌ها درآمد و او آزاد شد. در ۱۶ مه ۲۰۱۰ و پس از کشته شدن ابوعمر بغدادی در یک شبیخون، بغدادی خود را رهبر دولت اسلامی عراق (ISI) خواند. بین ماه‌های مارس تا آوریل ۲۰۱۱، دولت اسلامی ادعای ۲۳ حمله به جنوب عراق را کرد که همگی آن‌ها تحت فرمان بغدادی انجام شده بودند. پس از کشته شدن اسامه بن لادن در ۲ می ۲۰۱۱، بغدادی بیانیه‌ای منتشر کرد و با ستایش بن لادن، تهدید کرد که مرگ او را تلافی می‌کند. در ۵ می ۲۰۱۱، او مسئولیت حمله‌ای به حله را که به مرگ ۲۴ پلیس و زخمی شدن ۷۲ نفر انجامید بر عهده گرفت. در ۱۵ اوت ۲۰۱۱، موجی از حملات انتحاری ISI در موصل شروع شد که باعث کشته شدن ۷۰ نفر شد. کمی بعد، ISI در وب‌گاهش، اطلاع داد که به خون‌خواهی مرگ بن لادن، ۱۰۰ حملهٔ دیگر را در عراق انجام خواهد داد. ISI در نهایت نام خود را به دولت اسلامی عراق و شام (ISIS یا ISIL) تغییر داد. بغدادی مسئول تمامی فعالیت‌های دولت اسلامی (داعش سابق) در عراق مانند حمله به مسجد ام‌القری در ۲۸ اوت ۲۰۱۱ در بغداد است که باعث شد خالد الفهداوی (نمایندهٔ سنی) کشته شود.
در ۲ دسامبر ۲۰۱۲، مقامات عراقی گفتند که پس از یک مأموریت دوماهه، بغدادی را در شهر بغداد دستگیر کرده‌اند. آن‌ها ادعا کردند که فهرستی از اسامی و محل اقامت دیگر اعضای القاعده هم به دست آورده‌اند. این ادعا از سوی دولت اسلامی رد شد و در ۷ دسامبر ۲۰۱۲ وزیر کشور عراق گفت که شخص دستگیرشده بغدادی نبوده، بلکه فرماندهٔ جوخه‌ای بوده که مسئولیت ناحیه‌ای از گوشه و کناره‌های شمالی بغداد تا التاجی را بر عهده داشته است.
طی پیشروی‌های گروه در سوریه در ۸ آوریل ۲۰۱۳، او همچنان رهبر گروه بود.

## اختلاف با القاعده
ایمن الظواهری، جانشین بن لادن در القاعده، اوایل سال ۲۰۱۴ میلادی، بغدادی را بر سر آنچه یک ماجرای جنگ قدرت گفته‌شده از القاعده اخراج کرد، بغدادی خود را خلیفه خواند و داعیه حکومت بر همه مسلمانان را مطرح کرد، این در حالی بود که ملا عمر رهبر طالبان افغانستان نیز به نوبه خود، ادعای خلافت بر مسلمانان را داشت. این ادعای ملا عمر به دههٔ ۱۹۹۰ بازمی‌گشت و در آن زمان، بن لادن در این زمینه از وی حمایت کرده‌بود. تصمیم بغدادی برای خلیفه خواندن خود، به معنای به چالش کشیدن مستقیمِ ملاعمر رهبر طالبان افغانستان، بود.
در آوریل ۲۰۱۳ که شکل‌گیری داعش اعلام شد، بغدادی گفت که فرقهٔ جهادگرای جبهه النصره، ضمیمهٔ دولت اسلامی عراق در سوریه شده و با داعش ادغام شده است. ابومحمد الجولانی (رهبر جبههٔ النصره) این ادغام را تکذیب کرد و خود را وفادار به ایمن الظواهری، رهبر القاعده اعلام کرد که گفته‌بود داعش می‌بایست برانداخته شود و البغدادی می‌بایست فعالیت‌های گروهش را به مرزهای عراق محدود کند. با این وجود، بغدادی حکم الظواهری را مردود شمرد و کنترل حدود ۸۰ درصد از مبارزان خارجی جبههٔ النصره را به دست گرفت. در ژانویهٔ ۲۰۱۴، داعش جبههٔ النصره را از شهر سوریه‌ای رقه بیرون راند و در همان ماه، در جنگی بین این دو در استان دیرالزور سوریه، صدها تن از آن‌ها کشته شدند و هزاران شهروند بی‌خانمان شدند. در فوریهٔ ۲۰۱۴، القاعده هر گونه رابطه با داعش را انکار کرد.
با تشدید اختلافات میان دو گروه، ایمن الظواهری، همزمان با سالگرد حملات ۱۱ سپتامبر با حمله به بغدادی گفت: «ما او را فردی شایسته برای خلافت نمی‌دانیم. البغدادی با حمایت برخی افراد ناشناس و از طریق زور و انفجار خودروهای بمب‌گذاری شده به جای ترغیب مردم و دادن حق انتخاب به آن‌ها، خود را خلیفه معرفی می‌کند و اقدام به تشکیل چیزی کرده که آن را دولت اسلامی می‌داند. در حالی که غزه به وسیله بمب‌های اسراییلی به آتش کشیده می‌شود و می‌سوزد، ابوبکر البغدادی هیچ گونه حمایتی از مردم فلسطین (حتی به صورت لفظی) نکرده است، تمام هم و غم و فکر و ذکر او در این روزها این است که همه نسبت به او ابراز وفاداری کنند و او را خلیفه بخوانند، بدون اینکه نظر آن‌ها را جویا شود».

## اعلام خلافت
در ۱ ژوئیهٔ ۲۰۱۴، در یک پیام صوتی ۱۹ دقیقه‌ای بغدادی برای اولین بار خود را «خلیفه» خواند و از مسلمانان جهان خواست تا به مناطق تسخیر شده توسط داعش مهاجرت کنند و در تشکیل یک «دولت اسلامی» او را یاری کنند. او در این پیام، صلح، آزادی، دموکراسی و سکولاریسم را شعارهای گمراه‌کنندهٔ بی‌دینان خواند و با اشاره به آنچه که بر مسلمانان مظلوم رفته است، گفت که «حتی اگر مدتی هم طول بکشد، ما انتقام خود را خواهیم گرفت». در ۲ ژوئیهٔ ۲۰۱۴، بغدادی اعلام کرد که داعش در تلاش برای برقراری یک خلافت اسلامی در خاورمیانه و اروپا، تا رم پیشروی خواهد کرد و او هم شهر رم و هم اسپانیا را فتح خواهد کرد.
در ۲۹ ژوئن، داعش بغدادی را به عنوان خلیفه معرفی کرد و هم‌زمان بیانیه‌ای به چند زبان از جمله عربی، انگلیسی، روسی، فرانسوی و آلمانی منتشر شد.
اعلام خلافت توسط داعش و بغدادی، به شکل گسترده‌ای توسط دولت‌های کشورهای خاورمیانه، دیگر گروه‌های جهادی و الهی‌دانان سنی مذهب مورد انتقاد قرار گرفت. یوسف قرضاوی محقق قطری گفت که اعلام خلافت اسلامی از نظر شرع مردود است و پیامدهای خطرناکی برای سنی‌های عراق و شورشیان سوری دارد. او اضافه کرد که عنوان خلیفه تنها می‌تواند به رهبر کل امت مسلمان اطلاق شود، نه یک گروه منحصر به فرد.

### انتشار یک ویدئو از سخنرانی
در پنجم ژوئیهٔ ۲۰۱۴ ویدئویی از ابوبکر بغدادی منتشر شد که او را در حال سخنرانی در مسجد نور موصل برای عده‌ای نمازگزار نشان می‌داد. او در این ویدئو، طی خطبه‌ای به مسلمانان حکم کرد که از وی اطاعت کنند و گفت: «من ولی امر شما هستم؛ هر چند بهترین شما نیستم اما اگر مرا برحق می‌دانید به من یاری دهید». او در بخش دیگری از این خطبه گفت: «اگر مرا برحق نمی‌دانید به راه حق برگردانید و تا زمانی که من تابع پروردگار هستم، از من پیروی کنید».
بغدادی در این ویدئو چهره‌ای متفاوت‌تر از ایمن الظواهری رهبر القاعده نشان می‌داد و یک ردا و دستار سیاه پوشیده و ریشی انبوه داشت. خبرگزاری رویترز با اشاره به ظاهر او نوشت که بغدادی احتمالاً با این چهره در صدد جلب جهادگران خارجی است که تعدادشان به هزاران نفر بالغ می‌شود. دیلی تلگراف هم در مقاله‌ای حضور بغدادی با ردا و عمامهٔ سیاه را تلاش او برای تأثیرگذاری بر مخاطبانش از طریق یادآوری خلفای قدیم بغداد دانست اما ساعت مچی رولکس یا اُمگای چند هزار دلاری او را در تضاد با این هدف ارزیابی کرد.
دولت عراق این ویدئو را جعلی خواند و سعد معان، سخنگوی وزارت کشور عراق به خبرگزاری رویترز گفت: «ما فیلم را تحلیل کردیم و دریافتیم ساختگی است.» سعد معان توضیح بیشتری در اثبات جعلی بودن ویدئو نداد.

## آسیب‌دیدگی نخاعی
در اردیبهشت سال ۱۳۹۴ گزارش‌هایی منتشر شد که نشان می‌داد بغدادی در جریان حملهٔ هوایی ۲۸ اسفند ۱۳۹۳ در غرب عراق به شدت زخمی و دچار آسیب دیدگی نخاعی شده است. در نتیجهٔ بمباران جنگنده‌های ائتلاف بین‌المللی علیه مواضع داعش در شهرستان البعاج در استان نینوای عراق و در ۱۲۸ کیلومتری غرب موصل، بغدادی از ناحیهٔ مهره‌های کمر به شدت مجروح، ناتوان و از هدایت عملیات روزانهٔ داعش عاجز شده بود. او در مخفیگاهش تحت درمان دو پزشک قرار داشت؛ یک زن رادیولوژیست از بیمارستان اصلی موصل و یک جراح مرد بغدادی. در آن زمان سه منبع نزدیک به داعش گفتند که زخمی شدن بغدادی می‌تواند به این معنا باشد که وی هرگز این گروه را مجدداً هدایت نخواهد کرد.
در روز ۱۱ اکتبر ۲۰۱۵ نیز حمله جنگنده‌های عراقی به یک کاروان داعش و محل نشست سران این گروه در استان الانبار عراق، تعدادی کشته و زخمی برجا گذاشت که به گفته منابع، علاوه بر زخمی شدن ابوبکر بغدادی، تعدادی از سران این گروه از جمله ابوعمر شیشانی و ابوساعد الکربولی کشته شدند.

## جانشین
در سال ۲۰۱۵ پس از کشته شدن معاون البغدادی در جریان حملهٔ هوایی و پیرو نگرانی‌هایی که دربارهٔ سلامتی بغدادی وجود داشت، سرکردگان داعش نشستی فوری تشکیل دادند تا راه‌کاری برای حفظ این گروه و تعیین جانشین او اتخاذ کنند. در این نشست فردی به‌نام ابوعلاء العفری به‌عنوان جایگزین البغدادی تعیین شد. دولت آمریکا برای کسی که اطلاعاتش منجر به دستگیری یا کشتن العفری شود، ۷ میلیون دلار پاداش تعیین کرد. در نهایت پس از مرگ ابوبکر بغدادی در سال ۲۰۱۹، ابوابراهیم القرشی به عنوان رهبر جدید داعش معرفی‌شد.

## ادعای کشته‌شدن
وزارت دفاع روسیه در ۱۶ ژوئن ۲۰۱۷ اعلام کرد در بمبارانی که در حومهٔ رقه انجام داده است، احتمالاً ابوبکر بغدادی کشته شده است. آن بیانیه افزوده بود: «در حملهٔ جنگنده‌های روسیه به یک گردهمایی رهبران داعش که روز ۲۸ مه در حومهٔ جنوبی رقه در سوریه برگزار شده بود، ۳۰ تن از رهبران رده میانی داعش و ۳۰۰ تن از نفرات آن کشته شده‌اند.» وزارت دفاع روسیه گفته بود براساس اطلاعاتی که از مجاری مختلف بررسی شده، احتمالاً ابوبکر بغدادی در این گردهمایی حضور داشته و کشته شده است. افزون بر این رئیس کمیته دفاعی و امنیتی مجلس علیا روسیه روز جمعه ۲۳ ژوئن ۲۰۱۷ احتمال کشته شدن ابوبکر البغدادی را نزدیک به ۱۰۰ درصد دانسته بود.

## انتشار ویدئو در سال ۲۰۱۹
در ۲۹ آوریل ۲۰۱۹، پس از حدود ۵ سال ویدئویی ۱۸ دقیقه‌ای از طریق کانال تلگرامی «الفرقان» از ارگان‌های خبری داعش منتشر شد که نشان می‌داد بغدادی در قید حیات است. ویدئوی قبلی در سال ۲۰۱۴ منتشر شده بود و بغدادی را در حال سخنرانی در مسجد نور موصل نشان می‌داد. در ویدئوی جدید که تاریخ دقیق ضبط آن مشخص نیست، بغدادی در حالی‌که اسلحه‌ای در دست دارد می‌گوید که داعش در ۸ کشور مختلف ۹۲ عملیات انجام داده است و تأکید می‌کند که این گروه به انتقام خود ادامه می‌دهد و نبرد طولانی با غرب در راه است. او بمب‌گذاری‌های ۲۰۱۹ سری‌لانکا در روز عید پاک را انتقام شکست در باغوز عنوان کرد و ادعا کرد که نیروهای داعش مشغول جنگی فرسایشی هستند تا به این ترتیب انتقام هم‌رزمان کشته یا زندانی شدهٔ خود را بگیرند. او از آن دسته از ستیزه‌جویان که در غرب آفریقا حضور دارند خواست که حملات خود را علیه «جنگ صلیبی فرانسه و متحدانش» چند برابر کنند. او در این ویدئو اشاره به مواردی چون پایان ریاست‌جمهوری عمر حسن البشیر و عبدالعزیز بوتفلیقه دارد. با توجه به این موضوع، به‌نظر می‌رسد که ویدئو حدود یک هفته پیش از انتشار، ضبط شده است.
در این ویدئو تعدادی از اعضای داعش که صورتشان مشخص نبود مخاطب بغدادی بودند و در دستانش دفترچه‌هایی داشت که نام برخی از کشورها از جمله سومالی و ترکیه روی آن‌ها دیده می‌شد. به نظر می‌رسد این دفترچه‌ها، گزارش‌هایی از حملات اعضای داعش در این کشورها باشند.

## مرگ

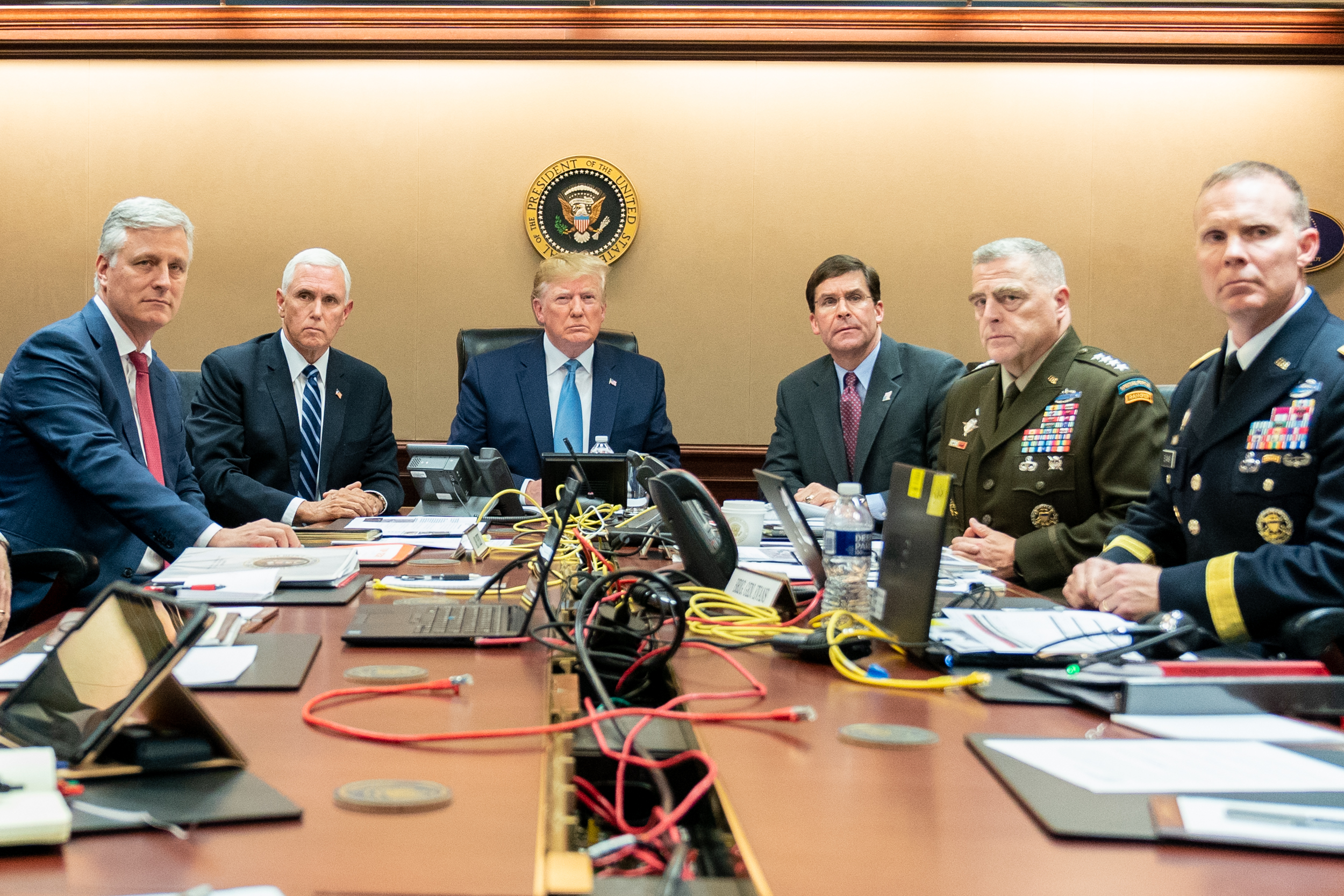
دونالد ترامپ همراه با شخصیت‌های نظامی در اتاق وضعیت کاخ سفید در حال تماشای عملیات باریشا (حمله به البغدادی)

بامداد ۵ آبان ۹۸ مصادف با ۲۷ اکتبر ۲۰۱۹، دونالد ترامپ در توئیتر خود نوشت: «هم‌اینک اتفاق مهمی رخ داد». ساعتی بعد، یکی از مقامات نظامی آمریکا خبر داد با کمک سازمان سیا مکان اختفای ابوبکر بغدادی در ادلب سوریه را کشف کرده و نیروهای دلتای فرماندهی مشترک عملیات ویژه با همراهی هنگ ۷۵ تکاوران و واحد ۱۶۰ام نیروهای ویژه هوابرد ایالات متحده آمریکا به آن محل حمله کرده‌اند. محل اختفای او در نزدیکی مرز ترکیه–سوریه و منطقه‌ای قرار داشت که در نفوذ نیروهای روسیه و ترکیه و تحت اشغال معارضان سوری بود. این حمله با حضور ۸ بالگرد آمریکایی همراهی شده و در نهایت پس از محاصرهٔ البغدادی، او جلیقهٔ انتحاری خود را منفجر کرده و کشته شده است.
عصر همان‌روز دونالد ترامپ در یک کنفرانس خبری در کاخ سفید رسماً مرگ ابوبکر بغدادی را اعلام کرد. او در تشریح نحوهٔ مرگ بغدادی گفت با حملهٔ نیروهای آمریکایی به مخفیگاه بغدادی در باریشای سوریه، او همراه ۳ کودک به تونلی که زیر آن مخفیگاه قرار داشت گریخت و در انتهای آن تونل جلیقهٔ انفجاری خود را منفجر کرد. او با اشاره به این‌که عملیات را به‌صورت مستقیم مشاهده می‌کرده گفت: «بغدادی در پایان یک تونل، در حال گریه و زاری، مثل یک سگ و یک بزدل مُرد». به گفتهٔ ترامپ جنازهٔ بغدادی بر اثر انفجار کاملاً متلاشی شده اما آزمایش دی‌ان‌ای از بقایای جسد، هویت او را تأیید کرده است. او تصریح کرد که هیچ نیروی آمریکایی در این عملیات کشته نشده و فقط یکی از سگ‌های نظامی تربیت‌شدهٔ آمریکایی که در عملیات شرکت داشته زخمی شده است. طی عملیات شماری از همراهان بغدادی کشته شدند و تعدادی از جمله ۱۱ کودک، خود را تسلیم نیروهای آمریکایی کردند. این عملیات مدتی قبل شروع شده بود اما به دلیل تغییر محل اختفای بغدادی دو هفته به طول انجامید. در این عملیات نیروهای آمریکایی از حریم هوایی ترکیه استفاده کردند و از کمک اطلاعاتی کردهای سوریه بهره گرفتند. رهبران ارتش دموکراتیک سوریه در یک نشست خبری گفتند که محل اختفای بغدادی را اعضای این گروه شناسایی کرده بودند. آن‌ها حملهٔ نظامی ترکیه به مناطق کردنشین را عامل تأخیر یک‌ماههٔ عملیات عنوان کردند که مارک اسپر، وزیر دفاع آمریکا این ادعا را رد کرد. مصطفی بالی، سخنگوی اس‌دی‌اف گفت که مدتی قبل یکی از نیروهای آن‌ها در حلقهٔ اطرافیان بغدادی نفوذ کرده و موفق شده نمونهٔ خون و شورت او را به‌دست بیاورد که از آن‌ها برای آزمایش دی‌ان‌ای و تشخیص هویت استفاده شده است. به گفتهٔ یک مقام کرد، جاسوس آن‌ها حدود ۳ ماه پیش لباس زیر را دزدیده و نمونهٔ خون هم حدود ۱ ماه قبل گرفته شده است. روزنامه واشینگتن پست هم از وجود خبرچینی خبر داده که جزو محفل داخلی سران داعش بوده و حتی موقعیت اتاق‌های ساختمان محل اختفای بغدادی را در اختیار آمریکایی‌ها گذاشته بود. این فرد در جریان عملیات باریشا در محل حضور داشت و دو روز بعد به همراه خانواده‌اش از منطقه خارج شده است.
یک روز پس از کشته‌شدن بغدادی یکی از مقامات پنتاگون به خبرگزاری فرانسه گفت که بقایای جسد او به دریا انداخته شده است. به گفتهٔ این شخص، بقایای جسد، مطابق با آداب و رسوم مسلمان در دریا دفن شده است.
در ۹ آبان ۱۳۹۸ کانال رسمی تلگرام گروه حکومت اسلامی، مرگ بغدادی را تأیید کرد. داعش در یک بیانیهٔ صوتی ۷ دقیقه‌ای ابو ابراهیم الهاشمی القریشی را به‌عنوان خلیفهٔ جدیدشان معرفی کردند. آن‌ها همچنین مرگ ابوحسن مهاجر به‌همراه بغدادی را تأیید کردند و ابو حمزه القریشی را به عنوان سخنگوی جدید گروه معرفی کردند. در این بیانیه از مسلمانان خواسته شده با خلیفهٔ جدید بیعت کنند.

### واکنش‌ها
مایک پنس، معاون رئیس‌جمهوری ایالات متحده، در یک مصاحبه تلویزیونی گفت، ترامپ دستور خروج نظامیان آمریکایی از سوریه را داد، اما شب گذشته به دنیا ثابت کرد که در جنگ ما علیه داعش نرمش و رحم معنا ندارد.
مایک پمپئو، وزیر خارجه آمریکا، در بیانیه‌ای گفت، ترامپ و ایالات متحده از تعقیب شیطان و بردن آن به پیشگاه عدالت و عمل به وعده‌مان که هر آنچه در توان داریم را انجام می‌دهیم تا آمریکا امن باقی بماند، دست برنخواهند داشت. ابوبکر البغدادی با سرنوشتی که از مدت‌ها پیش لیاقت آن را داشت روبرو و توسط نیروهای ویژه آمریکایی کشته شد. این برای ایالات متحده، ائتلاف ضد داعش، و همه آنهایی که از قساوت تروریسم رنج دیده‌اند، روز بزرگی است.
مارک اسپر، وزیر دفاع آمریکا، نیز گفت، البغدادی علاوه بر این که یک قاتل و یک اوباش بود، یک رهبر تأثیرگذار برای حامیانش بود، و از این رو مرگ او تأثیر عمده‌ای بر داعش خواهد گذاشت.

## میراث
دولت اسلامی یا خلافتی که بغدادی در ژوئیهٔ ۲۰۱۴ بر پا کرد در دوران اوجش بیش از یک چهارم عراق و سوریه را تحت تسلط خود داشت. آن‌ها احکام اسلام را با قرائت خشن خودشان، در سرزمین‌های تحت تصرف‌شان اجرا می‌کردند. قطع دست سارقان، سنگسار افراد متهم به زنا، پرتاب از بلندی لواطکاران و سر بریدن اسیرها، جاسوس‌ها یا افرادی که از دستورها سرپیچی می‌کردند از جملهٔ این حکم‌ها بودند. دسته‌ای دیگر از مجازات‌ها ابداع خود داعشی‌ها بود و در احکام دینی وجود نداشت. در ژانویهٔ ۲۰۱۵ معاذ الکساسبه، خلبان اردنی در یک قفس انداخته شد و زنده در آتش سوزانده شد. در اکتبر ۲۰۱۵ یک جوان ۱۹ سالهٔ سوری به شیوهٔ له کردن زیر چرخ‌های یک تانک تی-۵۵ اعدام شد. در مه ۲۰۱۶ بیست و پنج نفر از اهالی موصل را به جرم جاسوسی در یک حوض پُر از اسید نیتریک غرق کردند. در عید قربان همان سال تعدادی از شهروندان سوریه را به جرم جاسوسی، با خواباندن روی زمین و آویزان کردن از چنگک‌های سقف یک کشتارگاه ذبح کردند. تصاویر این کشتارها در ویدئوهایی با کیفیت بالا به صورت گسترده در شبکه‌های اجتماعی منتشر می‌شد و این ویدئوها جهان را شوکه کرده بود.
نسل‌کشی یزیدیان، پیروان یکی از قدیمی‌ترین مذاهب خاورمیانه، نمادی دیگر از توحش حکومت او بود. در اوت ۲۰۱۴ هزاران مرد ایزدی در سرزمین اجدادی‌شان در کوه‌های شنگال عراق قتل‌عام شدند و زنان‌شان یا کشته شدند یا به عنوان بردهٔ جنسی به اسیری برده شدند. داعشی‌ها به بردگی بردن زنان و دختران اسیر شده را احیای سُنت و این افراد را «غنائمی از مشرکان شکست‌خورده در جنگ» به‌شمار می‌آوردند. در سال ۲۰۱۸ در مناطق سابقاً تحت کنترل نیروهای بغدادی در استان‌های نینوا، کرکوک، صلاح‌الدین و انبار عراق بیش از ۲۰۰ گور دسته جمعی کشف شد. محققان تخمین زدند که بین شش تا دوازده هزار قربانی در این قبرها دفن شده باشند، از جمله زنان، کودکان، سالخوردگان، افراد معلول، کارگران خارجی و نیروهای امنیتی عراق.
این گروه در دوران ۵ سالهٔ خلافت بغدادی، هزاران نیرو از ۱۰۰ کشور را به خود جلب کرد و مشوق اقدامات تروریستی متعدد در نقاط مختلف دنیا بود. آن‌ها مسئولیت حمله‌های مرگبار مختلفی را بر عهده گرفتند، از جمله حملات انتحاری بمبئی با ۱۹۵ قربانی، حمله‌های ۲۰۱۵ پاریس با ۱۳۰ کشته و حملهٔ تروریستی اورلاندو که به مرگ ۴۹ نفر انجامید.
تخریب آثار باستانی سوریه و عراق از دیگر جنایت‌های داعش در دوران زمامداری ابوبکر بغدادی بود. در فوریهٔ ۲۰۱۵ تصاویری منتشر شد که نشان می‌داد افراد گروه حکومت اسلامی در موزهٔ شهر موصل با پتک و ادوات دیگر در حال شکستن تندیس‌های باستانی هستند. پیش‌تر آن‌ها کتابخانهٔ موصل را با بیش از هشت هزار دست‌نوشتهٔ باستانی به آتش کشیده بودند. یک ماه بعد افراد داعش پس از ورود به شهر تاریخی نمرود عراق و اقامهٔ نماز ظهر، با بولدوزر و دیگر ادوات سنگین، تخریب آن شهر را آغاز کردند. آن‌ها پیش از نابود کردن بناها و مجسمه‌های شهر ۳۰۰۰ ساله، اشیای قیمتی را از آنجا خارج کرده بودند. در سوریه نیروهای حکومت اسلامی در چند نوبت بخش‌های مختلف شهر ۲۰۰۰ سالهٔ پالمیرا را با مواد منفجره نابود کردند که از مهم‌ترین آن‌ها می‌توان به معبد بعل شمین، معبد پالمیرا، معبد بل و ۶ مجسمهٔ باستانی از جمله تندیس معروف به شیر اللات اشاره کرد. آن‌ها در بدو ورود به پالمیرا خالد اسعد باستان‌شناس و سرپرست آن شهر کهن را گردن زدند و جسدش را به یکی از ستون‌های شهر آویختند. در دوران تسلط آن‌ها بر پالمیرا آمفی‌تئاتر آن شهر باستانی به محل کشتار تبدیل شد و ده‌ها نفر در آن‌جا اعدام شدند. در ژوئیهٔ ۲۰۱۵ گروهی نوجوان ۱۳ تا ۱۴ سالهٔ داعشی بیش از ۲۵ نفر را در این محوطه تاریخی و در حضور تماشاچیان قتل‌عام کردند. در اکتبر همان سال افراد حکومت اسلامی سه نفر را با بستن به ستون‌های خرابه‌های پالمیرا و منفجر کردن ستون‌ها کشتند.